# 自由日本放送
自由日本放送是20世纪50年代初期的一家广播电台，由流亡中国的日本共产党所感派人士在华创立。1952年5月1日开播，1955年停播。

## 概况
1951年，流亡中国的日共所感派人士开始筹备成立电台，由伊藤律负责筹建，并命名为“自由日本放送”。电台于1952年5月1日开播，由曾在NHK工作的藤井冠次负责运作。1953年春，中波广播开始，1955年12月31日停止播音。
电台的开始曲为《国际歌》，中波广播则以日本中央合唱团演唱的《保卫和平》（日语：「平和を守れ」）开始。

## 节目表
开播初期每天只播出半个小时（日本时间20:30-21:00），中波广播开始后，播出时间增加。
- 05:30-06:00：新闻、歌曲、评论（重播前一天节目）
- 20:30-21:30：新闻、歌曲、评论
- 22:00-22:30：新闻、文学和音乐
- 22:30-22:50：学习节目（对入党积极分子广播）
- 23:30-24:00：文学和音乐（重播）

## 播出频率
- 中波：1230kHz
- 短波：11900kHz